# Rue Mazagran (Nancy)
Pour les articles homonymes, voir Rue Mazagran.
La rue Mazagran est une voie de la commune de Nancy, dans le département de Meurthe-et-Moselle, en région Lorraine,

## Situation et accès
La rue Mazagran est sise à proximité de la gare de Nancy et de la place Thiers, au sein de la Ville-neuve, et appartient administrativement au quartier Charles III - Centre Ville. Elle va de la rue Raymond-Poincaré à l'avenue Foch.

## Origine du nom
Elle porte le nom de la ville d'Algérie, Mazagran, où, en février 1840, une garnison militaire française soutint un siège contre une importante troupe algérienne.

## Historique
Appelée longtemps « rue Massacrée » c'était jadis une ruelle étroite hors les murs, appelée « ruelle entre les deux portes » car elle était située entre la porte Stanislas et la porte Saint-Jean. Elle longeait alors les remparts de la ville, côté extérieur. Après la Révolution, elle longeait l'ancienne caserne de cavalerie dite des Prémontrés.

## Bâtiments remarquables et lieux de mémoire

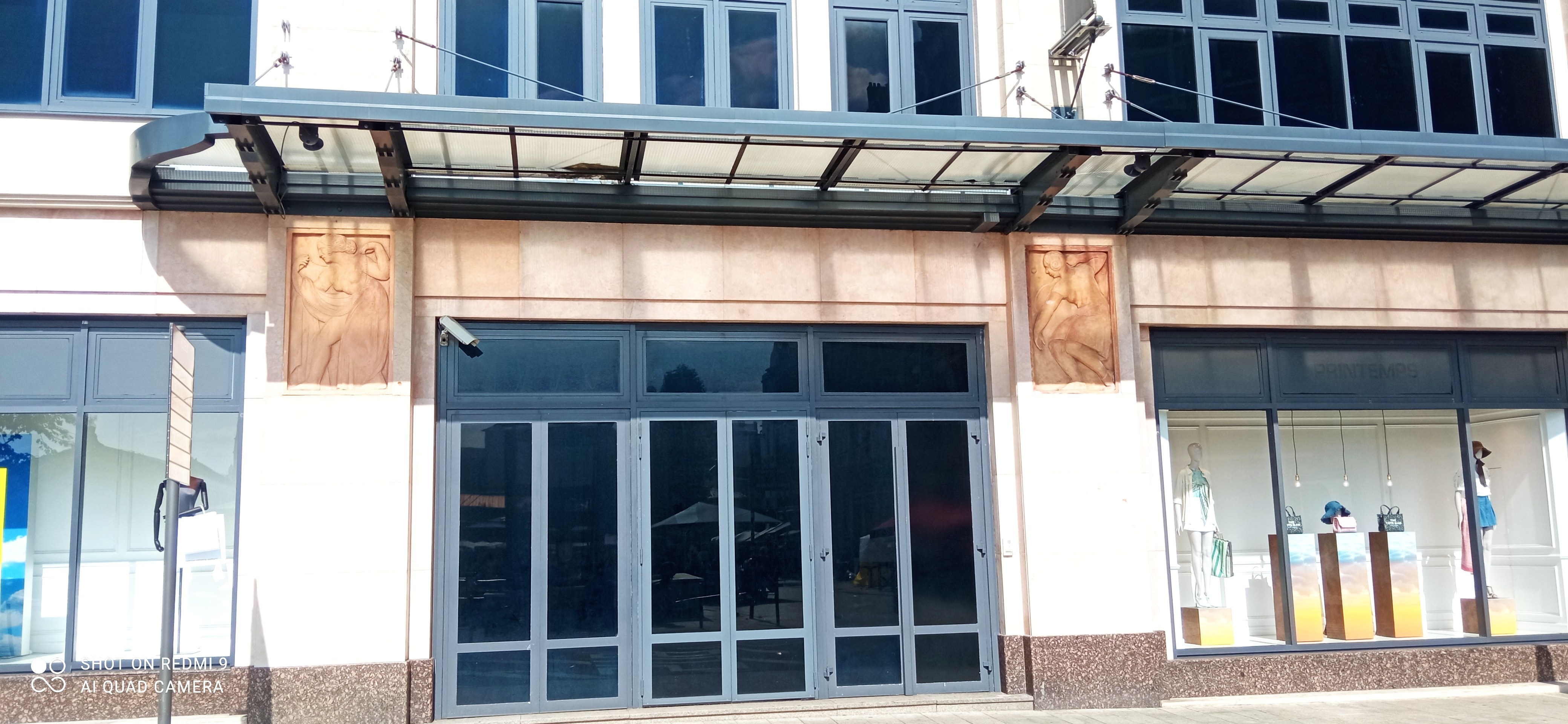
Deux sculptures sous la verrière encadrant l'entrée des Magasins.

- no 1 : Brasserie Excelsior, édifice objet d’un classement au titre des monuments historiques depuis 1976[2].
- Elle longe les anciens Magasins Réunis, aujourd'hui Printemps avec ses rondes bosses art déco.
- L'immeuble Babcock et Wilcox qui forme l'angle avec la rue Henri Poincaré, à l'architecture de style Art Déco, construit en 1925 pour la société française des constructions Babcock et Wilcox[3].
- Le magasin Au Duché de Lorraine créé en 1933 par la Confiserie Lefèvre Georges au rez-de-chaussée de l'immeuble Babcock et Wilcox dont l'entrée se situe à l'angle formé par la rue Henri Poincaré et la rue Mazagran , et dont le mobilier néo-lorrain est inscrit à l'inventaire supplémentaire des monuments historiques[4].